# 17038 Wake
17038 Wake este un asteroid din centura principală de asteroizi.

## Descriere
17038 Wake este un asteroid din centura principală de asteroizi. A fost descoperit pe 26 martie 1999 la Reedy Creek de John Broughton. El prezintă o orbită caracterizată de o semiaxă mare de 2,62 ua, o excentricitate de 0,08 și o înclinație de 5,9° în raport cu ecliptica.